# Dänische Badmintonmeisterschaft 1953
Die Dänische Badmintonmeisterschaft 1953 fand in Kopenhagen statt. Es war die 23. Austragung der nationalen Titelkämpfe im Badminton in Dänemark.

## Titelträger
| Disziplin    | Sieger                                                  |
| ------------ | ------------------------------------------------------- |
| Herreneinzel | Poul Holm, Gentofte BK                                  |
| Dameneinzel  | Aase Schiøtt Jacobsen, Gentofte BK                      |
| Herrendoppel | Poul Holm Ole Jensen, Gentofte BK                       |
| Damendoppel  | Agnete Friis Birgit Schultz-Pedersen, Gentofte BK       |
| Mixed        | Jørgen Hammergaard Hansen Anni Jørgensen, Københavns BK |